# لا مارتري (كيبك)
لا مارتري (بالإنجليزية: La Martre, Quebec)‏ هي بلدية محلية في كيبيك تقع في كندا في La Haute-Gaspésie. يقدر عدد سكانها بـ 245 نسمة ومساحتها 177.60 كم2 .